# عين العلوي
تقع بلدية عين العلوي جنوب ولاية البويرة، الجزائر بين بلدية عين الحجر و بلدية عين بسام.

## مواضيع ذات صلة
- بلديات ولاية البويرة
- دوائر ولاية البويرة